# سنوسک
سنوسک (به اوکراینی: Сновськ) شهری در استان چرنیهیو در کشور اوکراین واقع شده‌است. جمعیت این شهر ۱۰,۸۲۵ نفر (۲۰۲۱ تخمینی) بوده است.